# Fura
|  | «fura» redirigeix aquí. Vegeu-ne altres significats a «fura (desambiguació)». |

Les fures o furons (Mustela putorius furo) són mamífers carnívors de la varietat domèstica del turó comú. Les fures solen tenir un pelatge marró, negre, blanc o mesclat, tenen una mida mitjana d'aproximadament cinquanta centímetres (incloent-hi una cua d'uns tretze centímetres), pesen vora un quilogram, i tenen una longevitat natural d'entre set i deu anys.
Són uns mustèlids que foren domesticats pels egipcis cap al 3000 aC, però no van entrar a Europa com a animal de caça fins al 900 dC. Més tard pels volts del 1700 als EUA, els començaren a utilitzar per a exterminar rosegadors.
La fura domesticada prové de l'espècie europea Mustela putorius furo.

## Anatomia

### Aparell musculo-esquelètic
- És un animal tubular capaç de doblegar-se 180° (fet que li permet desplaçar-se per caus, llodrigueres...)
- Té una estructura toràcica molt llarga (15-16 costelles, fins darrere del cor, que es troba entre la sisena i la vuitena)
- Té un os penià en forma de J, que tot sovint es fractura i pot produir seccions de la uretra peniana.
- Té cinc dits a cada extremitat i cada dit té una ungla no retràctil.

### Aparell digestiu
Les característiques de l'aparell digestiu de les fures, són les següents:
- Cavitat oral: les fures tenen una cavitat oral molt característica:
  - Tenen 3 incisives + 3 premolars + 1 molar a dalt i 2 a baix.
  - Tenen dents de llet o dents decídues que surten al cap de 25 dies d'edat i les dents permanents que surten cap al dia 70.
  - Tenen 5 parells de glàndules salivals en lloc de 4 (paròtide, zigomàtica, molar, sublingual i mandibular)
- Estómac: és molt expansible (pot acumular una gran quantitat d'aliments) i té un càrdies poc muscular que li permet vomitar (abans de l'anestèsia li cal aplicar un dejuni de 24 h)
- Intestí prim: és molt curt i això fa que el seu temps de trànsit sigui només de 3-4 hores
- Intestí gros: no té cec

### Aparell cardiovascular
Del cor (que se situa entre la 6a i la 8a costella), en surt l'arc aòrtic, del qual en deriva cranialment una única artèria braquiocefàlica (així quan es doblega no es clou mai) que a l'altura del coll es divideix en dues artèries caròtides.

### Aparell respiratori
El pulmó esquerre té dos lòbuls (cranial i caudal) i el pulmó dret en té quatre (cranial, caudal, medial i accessori)

### Aparell genitourinari
Les característiques més rellevants són:
- La bufeta de l'orina és molt petita (10 ml).
- En ser un carnívor estricte té un pH urinari molt àcid (si li donem elements vegetals basificarem el pH i augmentarà el risc d'infeccions urinàries).
- Els mascles tenen os penià i la pròstata localitzada a la base de la bufeta urinària.
- Les fures arriben a la maduresa sexual al cap de sis mesos.
- Les femelles són polièstriques estacionals (primavera-estiu), amb ovulació induïda, una gestació de 40 dies amb una mitjana de 8 cries altricials per part (a Catalunya, les darreres fures neixen a final de juliol).